# بوريس غودونوف
القيصر الروسي بوريس غودونوف (بالإنجليزية: Boris Fyodorovich Godunov) ((بالروسية: Бори́с Фёдорович Годуно́в)‏، (بالروسية: bɐˈrʲis ɡədʊˈnof)‏
؛ في الفترة من 1551 حتى 23 April [بالتقويم القديم: 13 April] 1605) كان الوصي الفعلي على عرش روسيا من 1585 حتى 1598، وكان أول قيصر من خارج أسرة روريك في الفترة من 1598 إلى 1605. وشهدت روسيا في نهاية عهده زمن المحن.

## النشأة
كان بوريس غودونوف أكثر الأعضاء شهرة في عائلة روسية قديمة ذات أصول تتارية، ولكنها انقرضت حاليًا، حيث جاءت من القبيلة إلى كوستروما في أوائل القرن الرابع عشر. وهو ينحدر من أسرة الأمير التتاري شيت (Chet) الذي ذهب من القبيلة الذهبية إلى روسيا وأسس دير أيباتيف في كوستروما. كان بوريس ابن فيودور إيفانوفيتش غودونوف «كريفوي (Krivoy)» (أي «ذو العين الواحدة») (فترة مرضه ووفاته 1568 - 1570) وزوجته ستيبانيدا إيفانوفا. وقد مات أخوه الأكبر فاسيلي في شبابه دون أن يترك ذرية.
بدأ غودونوف عمله في ديوان إيفان الرابع. ويُذكر أنه في عام 1570 شارك في حملة سيربيسك (Serpeisk) على أنه من رماة الحرس. وأصبح في السنة التالية من الأوبريتشنيك - أي أحد أعضاء الحرس الشخصي والمستشارين السياسيين لإيفان الرابع. وقوي مركزه في الديوان أثناء عامي 1570/1571 بسبب زواجه من ماريا جريجوريفنا سكوراتوفا بيلسكايا (Maria Grigorievna Skuratova-Belskaya)، ابنة رئيس الأوبريتشنيك ماليوتا سكوراتوفا بيلسكايا (Malyuta Skuratov-Belskiy). وفي عام 1580، وقع اختيار القيصر على إيرينا غوندوفا (Irina Godunova)، أو إيرينا (ألكسندرا لاحقًا) فيودورفنا غودونوفا (26 أكتوبر 1557-23 نوفمبر 1603)، شقيقة غودونوف لتكون زوجة ابنه الثاني وولي عهده لاحقًا، فيودور إيفانوفيتش وكان عمره آنذاك أربعة عشر عامًا (من 1557 حتى 1598). وفي هذه المناسبة، تمت ترقية غودونوف إلى رتبة بويار. وفي 15 نوفمبر 1581، كان حاضرًا في موقع جريمة قتل القيصر لابنه الأكبر ولي العهد إيفان. وحاول غودونوف التدخل، لكنه تلقى ضربات من صولجان القيصر. وسرعان ما ندم إيفان الأكبر وسارع غودونوف لطلب المساعدة لولي العهد، ولكنه مات بعد أربعة أيام.
وبينما كان على فرش الموت، عيّن إيفان مجلسًا يتكون من غودونوف وفيودور نيكيتيتش رومانوف (Feodor Nikitich Romanov) وفاسيلي شويسكس (Vasili Shuiski) وآخرين لمساعدة ابنه وخليفته فيودور إذ كان ضعيف العقل والجسم؛ «فاتخذ من الدين ملاذًا له من مخاطر القصر؛ وعلى الرغم من أن شعبه خلع عليه لقب القديس، فإنهم أقروا أنه يفتقر إلى الحزم اللازم لحكم الشعوب».
وبعد وفاته، ترك خلفه ديميتري إبفانوفيتش (Dmitry Ivanovich) (من 1581 حتى 1591)، من زوجته السابعة والأخيرة. وكما هو معلوم أن الكنيسة الأرثوذوكسية تعترف فقط بأول ثلاث زيجات، وأي ذرية منهن تعد شرعية، لذا فإن ديميتري (وعائلة أمه) لم يكن لهم الحق في المطالبة بتولي الحكم. ونظرًا لعدم وجود أي فرصة بعد وقت قصير من وفاة إيفان، قرر المجلس أن ينتقل كل من ديميتري وأمه ماريا ناجايا (Maria Nagaya) إلى أوغليتش التي تبعد 120 ميلاً شمال موسكو. وفي عام 1591، مات ديميتري هناك وهو في سن العاشرة. وتم إرسال لجنة رسمية برئاسة فاسيلي شويسكي لمعرفة سبب الوفاة. وكان الحكم الرسمي يفيد بأن الطفل قد قطع حنجرته أثناء نوبة الصرع. وادعت أرملة إيفان أن غودونوف أمر عملاءه بقتل ابنها. لم تثبت التهمة على غودونوف، وبعد وقت قصير أُجبرت والدة ديميتري على التحول للرهبنة. دُفن ديميتري إيفانوفيتش على الفور، وتدريجيًا ذهبت قضيته في طي النسيان.

## الوصاية على العرش
عند تتويج فيودور إيفانوفيتش على أنه القيصر فيودور الأول في 31 مايو 1584، حصل بوريس على مراتب العزة والفخار كأحد أعضاء مجلس الوصاية على العرش، وشغل المرتبة الثانية في أثناء حياة عم القيصر نيكيتا رومانوفيتش (Nikita Romanovich). وعندما مات نيكيتا عام 1586، خلت الساحة لبوريس دون أي منافس حقيقي للوصاية على العرش.
سعت المؤامرة التي دبرها ضده النبلاء الآخرون وديونيسيوس الثاني، مطران موسكو، إلى القضاء على حكم بوريس عن طريق تطليق القيصر من أخت غودونوف التي لم تنجب أطفالاً حتى ذلك الوقت. ولكن المؤامرة فشلت، ونفي المتآمرون أو تم إرسالهم إلى الأديرة. وبعد ذلك، تولى غوندوف أعلى منصب في روسيا وتقابل مع الأمراء الأجانب كنظراء له.
عمومًا عادة ما كانت سياسته تتسم بالهدوء والحكمة. وفي عام 1595، استرد من السويد بعض المدن المفقودة أثناء العهد السابق. وقبل ذلك بخمس سنوات كان قد نجح في صد غارة شنها التتار على موسكو، وبسببها لقب بـ كونييوشي (Konyushy)، وهي رتبة أعلى من رتبة البويار. ودعم الفصيل المناهض لـ الأتراك في القرم ودعم الإمبراطور في حربه ضد السلطان.
شجع غودونوف التجار الإنجليز على التجارة في روسيا من خلال إعفائهم من الرسوم. وأنشأ المدن والحصون بطول الحدود الشمالية الشرقية للحفاظ على مملكته من التتار والحدود الجنوبية الشرقية لحمايتها من القبائل الفينيقية. وتشتمل هذه المدن على سامارا وساراتوف وفورونيج وتساريتسن إضافة إلى مدن أصغر أخرى. وبينما احتل غودونوف سيبيريا مع العشرات من المستوطنات الجديدة، بما في ذلك توبولسك.
وفي أثناء فترة حكمه، استقبلت الكنيسة الروسية الأرثوذكسية البطريرك الخاص بها، ووضعها على قدم المساواة مع الكنائس الشرقية القديمة وخلصها من سيطرة بطريرك القسطنطينية. وكان من دواعي سرور القيصر أن فيودور أولى اهتمامًا كبيرًا بشؤون الكنيسة.
وقد صدر أهم مرسوم لبوريس بشأن إصلاح الأحوال الداخلية في عام 1597 بتحريم نقل ملكية الأراضي من شخص لآخر، لذلك ألزمهم بالأرض والزراعة. وكان الهدف من هذا المرسوم هو توفير إيرادات للدولة، ولكنها أدت إلى تأسيس نظام القنانة (أو العبودية) في أكثر أشكاله قمعية.

## القيصرية الروسية
عند وفاة فيودور في 7 يناير 1598 دون أن يخلف أبناء، كانت المحافظة على النفس على قدر الطموح هي التي دفعت بوريس للاستيلاء على العرش. ولو لم يفعل ذلك، لكانت أعدل معاملة من الممكن أن يتمناها أن يُعزل مدى الحياة في أحد الأديرة. واقترح بطريرك موسكو انتخابه لأنه كان يعتقد أن بوريس هو الرجل الوحيد القادر على انتشال البلاد من هذه الأزمة التي تعصف بها. لذلك، قبل بوريس العرش الذي رشحته له زيميسكي سوبور (Zemsky Sobor) أو الجمعية الوطنية، التي اجتمعت في 17 فبراير وانتخبته بالإجماع في 21 فبراير. وتوج رسميًا قيصر في أول سبتمبر.
في أثناء السنوات الأولى، من حكمه كانت له شعبية وعاشت البلاد في ازدهار وكان حكمه عادلاً. وأدرك حاجة روسيا إلى اللحاق بركب التقدم الفكري للغرب وبذل قصارى جهده لتحقيق إصلاحات تعليمية واجتماعية. وكان أول قيصر يستقدم المدرسين الأجانب على نطاق واسع، وأول من أرسل الشباب الروسي إلى الخارج في بعثات من أجل التعليم، وأول من سمح ببناء الكنائس اللوثرية في روسيا. وبعد الحرب الروسية السويدية (1590–1595) شعر بضرورة الوصول إلى بحر البلطيق وحاول الحصول على ليفونيا عن طريق الوسائل الدبلوماسية. وأقام علاقات قوية مع الإسكندنافيين وأعرب عن أمله في أن يتزوج من أسرة ملكية أجنبية، وبذلك يعزز من كرامة أسرته المالكة. وعلى الرغم من أنه رفض الاتحاد الشخصي المُقترح عليه عام 1600 من قبل البعثة الدبلوماسية بقيادة ليو سابيحا (Lew Sapieha) من الكومنولث البولندي الليتواني.
مات بوريس بعد صراع طويل مع المرض وعاني بالسكتة الدماغية في الفترة من 13 حتى وفاته في 23 أبريل 1605. وترك خلفه ابنًا واحدًا، وهو فيودور الثاني، الذي خلفه ونصبه حاكمًا لأشهر قليلة، حتى قُتل هو وأرملة بوريس على يد أعداء غودونوف في موسكو في الفترة من 10 إلى 20 يونيو 1605. ولد إيفان ابن بوريس الأول في 1587 ومات في 1588. وولدت ابنته إكسينا في 1582. وكانت مخطوبة لـيوهان أمير ولاية شليسفيغ هولشتاين، ولكنه مات قبل فترة قصيرة من زواجهما المقرر في أكتوبر 1602. لقبت إكسينا باسم «أولجا» وذلك لأنها أُجبرت على الرهبنة في دير فوسكسيسنسكيج (Voskesesnskij) في بيلوزيرسك واسمها مسجل بـ«الراهبة أولجا بوريسوفنا» على قبو غودونوف في دير لافرا الثالوث للقديس سرجيوس حيث عاشت فيه من 1606، حيث أقامت هناك مؤقتًا لحضور دفن والدها، حتى ماتت عام 1622. دُفن بوريس وزوجته وأولاده معًا في ضريح بجوار مدخل كاتدرائية العذراء في دير لافرا الثالوث للقديس سرجيوس.

## الفنون والإعلام الشعبي
رسم مؤسس الأدب الروسي ألكسندر بوشكين قصة حياة بوريس في قالب من الدراما في مسرحيته بوريس غودونوف (1831)، والتي كانت مستوحاة من مسرحية مكبث لـويليام شكسبير. وبنى موديست موسورسكي مسرحيةالأوبرا التي كانت بعنوان بوريس غودونوف على مسرحية بوشكين. وكتب مؤخرًا سيرغي بروكوفييف موسيقى تصويرية لأعمال بوشكين الدرامية. وفي 1997، اعتمدت نقاط أوبرا البروكيه التي تم تأليفها في عام 1710 على فترة حكم الملك بوريس بواسطة مؤلف ألماني جوهان ماتثيسون (Johann Mattheson) والتي أعيد اكتشافها في أرمينيا وعاد إلى هامبورغ، ألمانيا. لم تعزف هذه الأوبرا أثناء حياة المؤلف، وكان أول عرض لها في العالم عام 2005 في مهرجان ومعرض الموسيقى في بوسطن.
شخصية بوريس بادينوف في الفيلم الكرتوني عرض الروكي والبولوينكل تقتبس اسمها من مسرحية عن غودونوف.

## معرض الصور

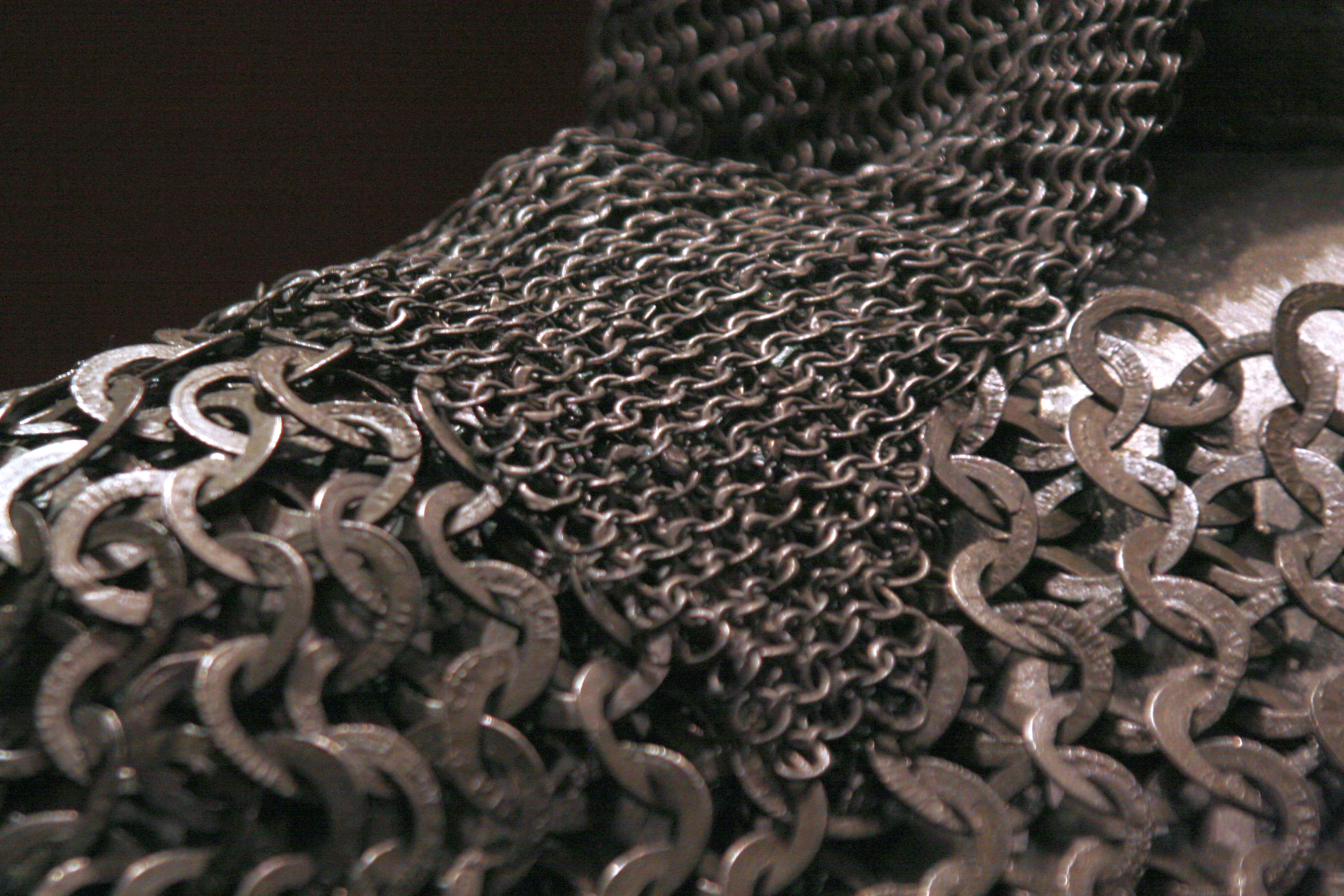
درع جودنوف (بالتفصيل), متحف الأسلحة في الكرملين
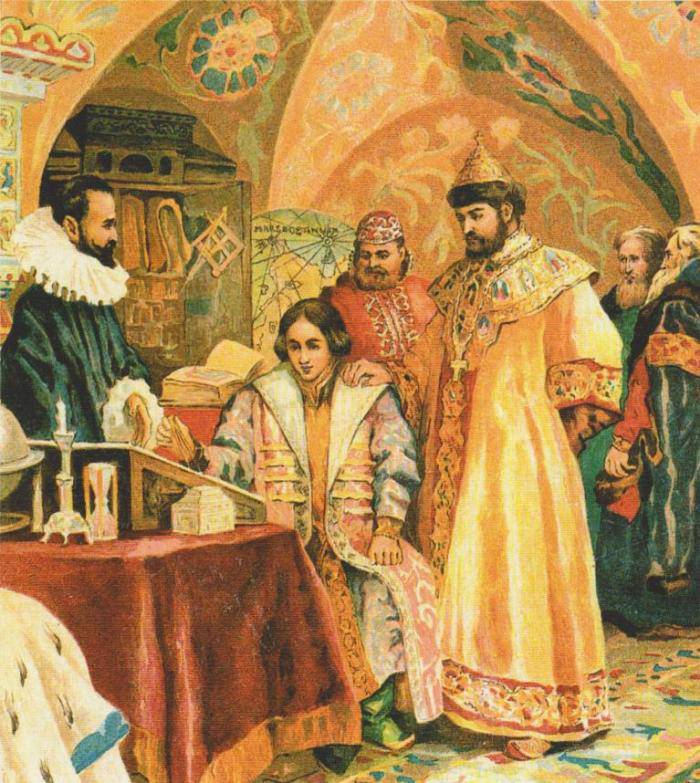
يشرف بوريس غودونوف على دراسة ابنه، رسمها إن نكراسوف (N. Nekrasov) (القرن التاسع عشر)
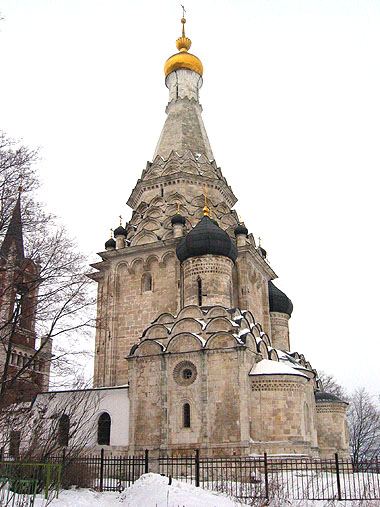
ضيعة غودونوف بجوار موسكو
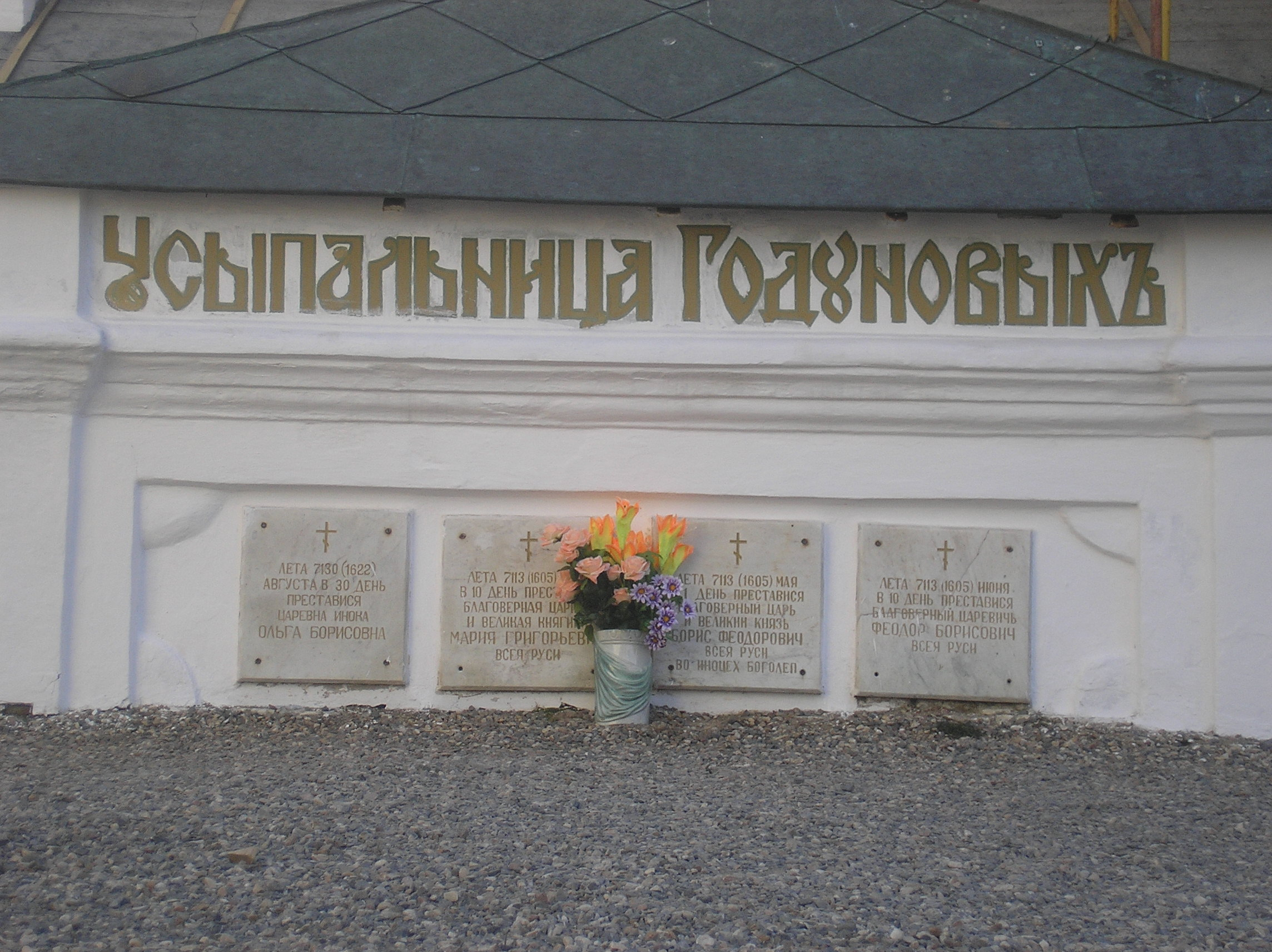
ضريح غودونوف أمام كاتدرائية العذراء في دير لافرا الثالوث للقديس سرجيوس

## وصلات خارجية
- بوريس غودونوف على موقع الموسوعة البريطانية (الإنجليزية)
- بوريس غودونوف على موقع ميوزك برينز (الإنجليزية)
- بوريس غودونوف على موقع إن إن دي بي (الإنجليزية)
- كتاب مجاني: Boris Godunov: a drama in verse على مشروع غوتنبرغ
- [<a href="http://zork.net/~dsaklad/zakladMISC.html%22>http://zork.net/~dsaklad/zakladMISC.html</a> Godunov to Nicholas II] by Saul Zaklad
- [<a href="http://textplay.net/pages/0003g.htm%22>http://textplay.net/pages/0003g.htm</a> The throne of Tsar Boris Godunov]
- [<a href="http://www.russia-today.narod.ru/past/gen/godun_bor.html%22>http://www.russia-today.narod.ru/past/gen/godun_bor.html</a> Ancestors of Boris Feodorovich Godunov, tsar of Russia] (in Russian)
- [<a href="http://www.litsovet.ru/index.php/material.read?material_id=379527%22>http://www.litsovet.ru/index.php/material.read?material_id=379527</a> Boris Godunov in English]

| منصب              | منصب                         | منصب               |
| ----------------- | ---------------------------- | ------------------ |
| سبقه فيودور الأول | قائمة الحكام الروس 1598–1605 | تبعه فيودور الثاني |